# Bảo tàng Thành phố Jaworzno
Bảo tàng Thành phố Jaworzno (tiếng Ba Lan: Muzeum Miasta Jaworzna) là một bảo tàng tọa lạc tại số 5 Bưu điện, Jaworzno, Ba Lan.

## Lịch sử
Bảo tàng Thành phố Jaworzno được thành lập vào năm 1972 theo khởi xướng của Ủy ban tổ chức xã hội của Bảo tàng khu vực. Trụ sở đầu tiên của Bảo tàng là tòa nhà ở số 37 Phố Grunwaldzka. Bộ sưu tập của Bảo tàng bao gồm các hiện vật do các mỏ ở địa phương quyên góp (bao gồm cả bản đồ khai thác) và các nhà tài trợ tư nhân. Sau đó, các bộ sưu tập của Bảo tàng được chuyển đến tòa nhà ở số 35 Phố Grunwaldzka. Bảo tàng hoạt động ở địa điểm này cho đến năm 1986 rồi chuyển đến trụ sở hiện tại.
Năm 1994, Bảo tàng trực thuộc Thư viện Công cộng Thành phố. Bốn năm sau, Bảo tàng trở thành một tổ chức hoạt động độc lập trực thuộc thành phố.

## Triển lãm
Bộ sưu tập của Bảo tàng Thành phố Jaworzno hiện đang bao gồm các triển lãm sau:
- lịch sử: trưng bày các hiện vật và kỷ vật có liên quan đến lịch sử của thành phố và cư dân địa phương
- dân tộc học: giới thiệu văn hóa dân gian của khu vực Jaworzno
- khai thác mỏ: triển lãm các hiện vật liên quan đến các mỏ ở Jaworzno (bao gồm "Jaworzno", "Komuna Paryska" và "Sobieski")

## Giờ mở cửa
Bảo tàng Thành phố Jaworzno hoạt động quanh năm, mở cửa tất cả các ngày trong tuần trừ thứ Hai. Khách tham quan phải trả phí vào cửa.